# Cleopatra (Artemisia Gentileschi)
Cleopatra es un cuadro realizado por la pintora italiana Artemisia Gentileschi. Mide 117 cm de alto y 175,5 cm de ancho, y está pintado al óleo sobre lienzo. Data aproximadamente de 1633-1635 y se encuentra en una colección privada de Roma.

## Descripción
El cuadro representa la muerte de Cleopatra, reina de Egipto entre el 51 y el 30 a. C. Según la creencia popular, se suicidó dejándose morder por un áspid (cobra egipcia), aunque según diversos historiadores romanos empleó un veneno. En la imagen, Cleopatra aparece semidesnuda, recostada en una cama y cubierta parcialmente por una colcha color azul índigo, mientras al fondo aparecen dos criadas que acaban de descubrir el cadáver, en actitud llorosa. La corona que llevaba sobre la cabeza ha caído sobre la almohada y lleva una perla colgando de una oreja. Bajo su cuerpo se ve la serpiente, así como un ramo de flores. Aunque su carne mortecina, la laxitud de sus brazos y los labios amoratados dan buena prueba de su muerte, la representación de su cuerpo desnudo no carece de sensualidad, es un desnudo estilizado en consonancia con los cánones del género que se remontaban al clasicismo renacentista, con una especial influencia de Giorgione. La iluminación de la escena denota la influencia caravaggista, con el cuerpo de la reina bañado en una diáfana luz y el fondo donde aparecen la criadas en penumbra. El claroscuro se nota especialmente en el rostro de la reina, con una mitad iluminada y otra oscura. La efigie de la reina aparece con la boca abierta enseñando los dientes y los ojos igualmente entreabiertos, que recuerdan a la Santa María Magdalena en éxtasis de Caravaggio.

## Contexto
Artemisia Gentileschi se formó con su padre, Orazio Gentileschi, coincidiendo con los años en que Caravaggio vivió en Roma, cuya obra pudo apreciar en San Luigi dei Francesi y Santa Maria del Popolo. Su obra se encauzó en el naturalismo tenebrista, asumiendo sus rasgos más característicos: utilización expresiva de la luz y el claroscuro, dramatismo de las escenas y figuras de rotunda anatomía. En los años 1630, establecida en Nápoles, su estilo adoptó un componente más clasicista, sin abandonar del todo el naturalismo, con espacios más diáfanos y atmósferas más claras y nítidas, aunque el claroscuro siguió siendo parte esencial de la composición, como medio para crear el espacio, dar volumen y expresividad a la imagen.
Artemisia Gentileschi realizó dos lienzos más dedicados a Cleopatra:

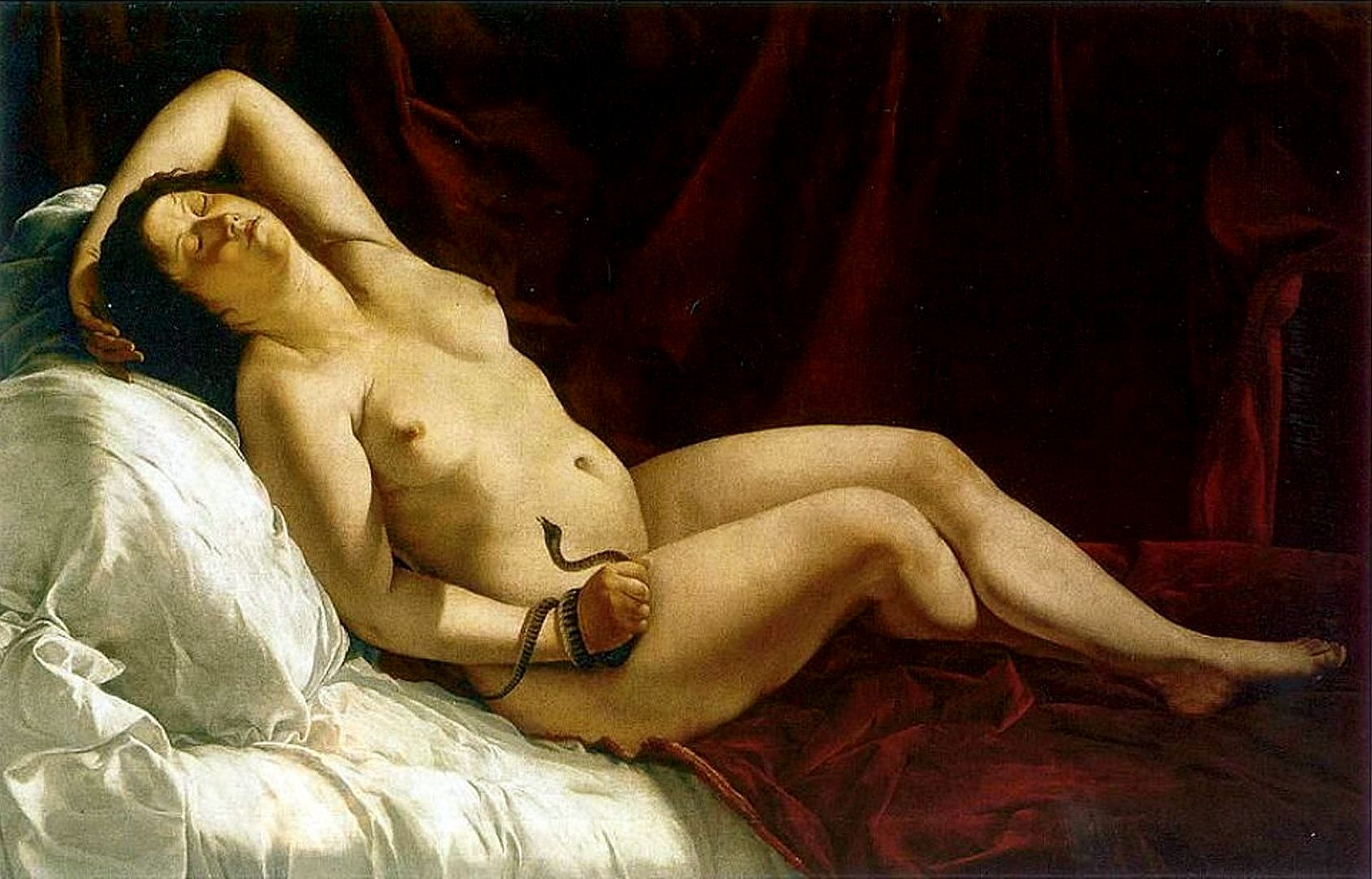
Muerte de Cleopatra, 1613 o 1621-1622, colección privada Amedeo Morandotti, Milán (a veces atribuida a Orazio Gentileschi)
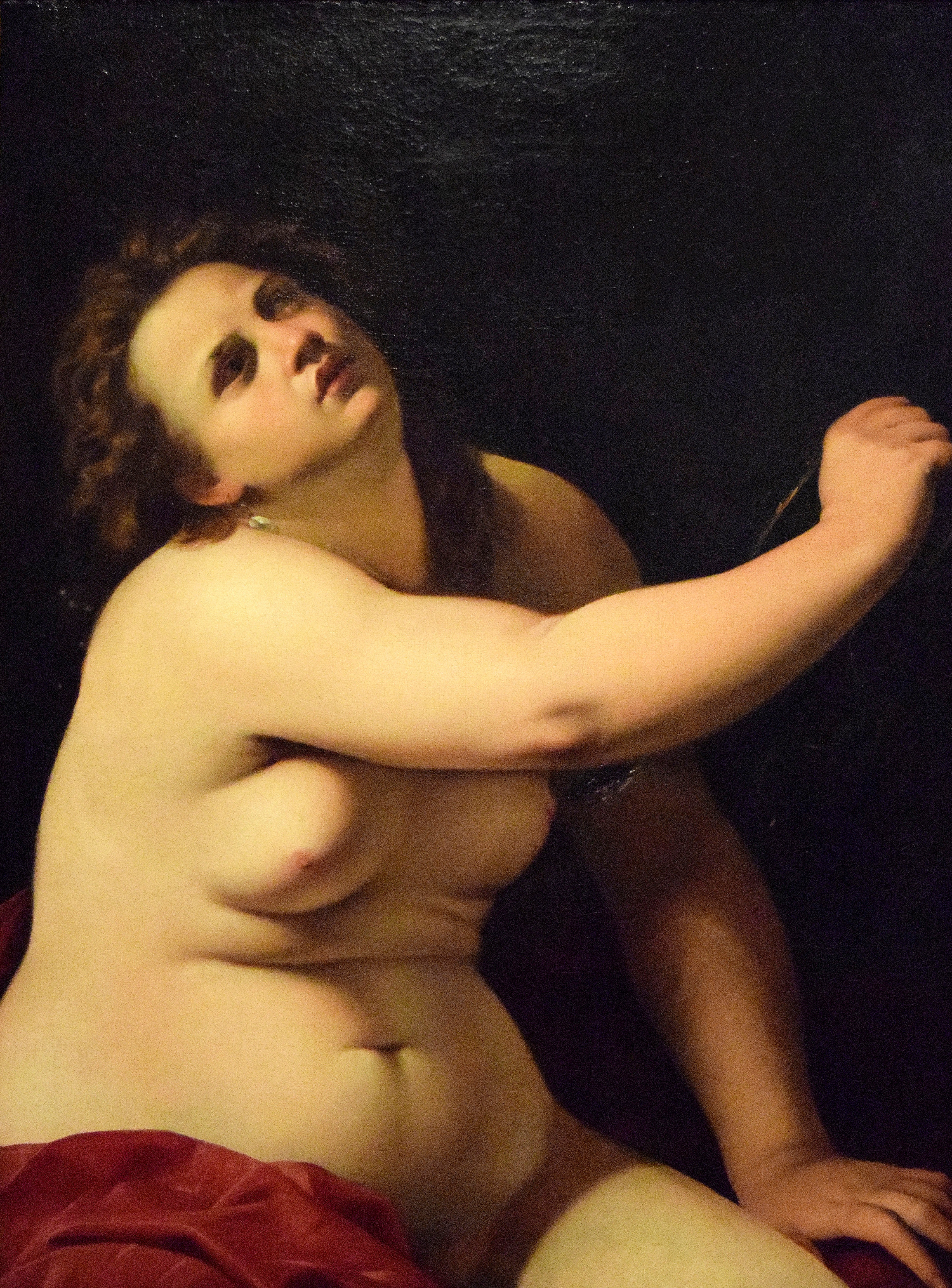
Cleopatra, hacia 1620, colección privada Cavallini-Sgarbi Foundation, Ferrara